# Alphasyllabaire sharda
Cette page contient des caractères spéciaux ou non latins. S’ils s’affichent mal (▯, ?, etc.), consultez la page d’aide Unicode.
L'alphasyllabaire sharda ou charada (𑆯𑆳𑆫𑆢𑆳) est une écriture du Cachemire née au VIIIe siècle, dérivée de l'écriture gupta, lorsque le cachemiri s'est formé. 
Il est issu de la branche occidentale de la brāhmī. Le sharda (mot qui signifie automnal) est utilisé au Cachemire pour transcrire le sanskrit. Cette écriture était aussi utilisée au nord-ouest de l'Inde (vallée du Cachemire, etc.), au Pendjab, dans l'Himachal Pradesh et même en Asie centrale. Les plus anciennes inscriptions connues sont des pièces de monnaie de la dynastie Utpala du Cachemire (IXe siècle) et un fragment de jarre trouvé dans le temple Avantiswami.
Presqu’inutilisé aujourd'hui ce système d'écriture n’est maîtrisé que par de rares brahmanes cachemiris. Il est à l'origine de deux autres alphasyllabaires. D’une part le gurmukhi, servant à transcrire le penjabi. D’autre part le takri, utilisés pour transcrire diverses langues de l'Himalaya indien, telles que le dogri, le kishtwari, le sirmauri, le chamiyali, le garhwali et le népalais.